# Sadenbecker Stausee
Der Sadenbecker Stausee ist ein etwa 1170 Meter langes und maximal 800 Meter breites Stillgewässer auf dem Gebiet der Gemeinde Halenbeck-Rohlsdorf und der Stadt Pritzwalk im Landkreis Prignitz in Brandenburg westlich von Ellershagen, einem Gemeindeteil von Halenbeck-Rohlsdorf. Östlich verläuft die Landesstraße L 154 und südwestlich die A 24. Durch den Stausee hindurch fließt die Dömnitz, ein linker Nebenfluss der Stepenitz. Westlich des Sees erstreckt sich das 80,8 ha große Naturschutzgebiet (NSG) Sadenbecker Brandhorst und südwestlich das rund 160 ha große NSG Dömnitz.